# Tereza Kastilská
Tereza Kastilská, (portugalsky Teresa de Leão, 1080? – 11. listopadu 1130) byla portugalskou hraběnkou, regentkou a matkou prvního portugalského krále.

## Život
Tereza se narodila jako levoboček kastilského a leónského krále Alfonse VI., který ač mnohokrát ženatý, se dočkal pouze jediného syna Sancha. Alfons vlastnil rozsáhlá území a ta byla rozdělena na kraje spravované jednotlivými hrabaty. Ustavičné válečné napětí s muslimy vyžadovalo stálou vládu a nové osídlence. Král tedy přijímal Gaskoňce, Bretonce, Angličany, Němce, Burguňďany, Normany, Tolosánce, Provensálce, Lombarďany a své dvě dcery provdal za burgundské šlechtice. Jednou z nevěst byla právě Tereza, která se roku 1093 stala manželkou Jindřicha Burgundského z vedlejší větve Kapetovců. Jindřichovi byla tchánem roku 1095 svěřena vláda v oblasti mezi Dourem a Minhem zvaná Portucale.
Jindřich se po svatbě vydal na křížovou výpravu a po návratu ze Svaté země se společně s rodinou usídlil v Guimarãesu, Braze a Coimbře. Stejně jako švagr Raimund usiloval o získání větší samostatnosti a uzavřel s ním tajnou dohodu, v níž se pravilo, že po tchánově smrti se bez ohledu na následníka trůnu Sancha zmocní území koruny. Jindřich by tak získal okolí Toleda a třetinu královského pokladu. Dohoda zanikla, když zemřel roku 1107 Raimund a poté v bitvě u Uclésu i Sancho. Alfons VI., s nímž Jindřich stále udržoval dobré vztahy, zemřel roku 1109 a vládu v Leónu a Kastílii převzala Raimundova vdova Urracca, Terezina nevlastní sestra. Urraca se provdala za Alfonse Aragonského a Jindřich chtěl nevraživosti mezi manžely využít k posílení svého vlastního postavení a rozšíření své domény. Snažil se získat burgundské vojáky, spřádal politické pletichy a uprostřed této snahy jej v listopadu 1112 zastihla smrt.
Regentkou jediného syna Alfonse se stala Tereza a pokračovala v Jindřichově politice. Snažila se nadále zasévat jablko sváru mezi Urraku a Alfonse, podle potřeby jim projevovala náležitou pokoru, podporovala proti koruně odbojnou galicijskou šlechtu a přitom se seznámila s vojákem Fernandem Peresem de Travou. Roku 1121 z něj učinila hraběte a člena svého dvora. Milenci svěřila také Coimbru a Porto, společně s ní se podílel na vládě.
Po smrti Urracy roku 1126 vyžadoval nový král Alfons VII. po vládcích Portucale obvyklý lenní slib. Tereza však místo slibu začala sbírat vojsko. Alfons VII. reagoval obléháním Guimarãesu, které skončilo smírem. Mezitím se Terezin syn Alfons snažil získat stále upíraný vliv na státní záležitosti a podařilo se mu naklonit na svou stranu většinu portugalské šlechty. Roku 1128 dvorská válka vedla k bitvě na São Mamede, kde se synovi podařilo zvítězit nad matkou a jejím milencem. Oba byli vyhoštěni.
Tereza zemřela již o dva roky později v exilu v Galicii. Společně s Jindřichem Burgundským je pohřbena v katedrále Panny Marie v Braze.